# ホーネンス国際ピアノコンクール
ホーネンス国際ピアノコンクール (Honens International Piano Competition)はカナダのカルガリーで行われている国際ピアノコンクール。1998年からWFIMCに参加したが、AAFの承認は2010年と遅れた。

## 概要
1992年に亡くなったEsther Honensが1991年に主催し始まった国際ピアノコンクールで、すでに30年以上の実績を持つコンクールである。かつてはホームタウン・ディシジョンが妨げられていなかったため、カナダ人のKatherine Chiでも優勝できたが、AAFの申請後は厳しくなっており2012年以降カナダ人の入賞者は確認できていない。
近年はオルレアン国際ピアノコンクールでも採用されている二期制である。５1人がクオーターファイナルに進むことができても、日を大きく開けて行われるセミファイナルに進むことができるのはたったの10人である。
カルガリーで行われるラウンド開幕後は、2度のセミファイナルと2度のファイナルを行う仕様に改定されている。2025年度の仕様として、共演チェロ奏者とアンコールを求められる点が注目される。協奏曲は1791年以後に書かれた作品であればすべて自由である。
現在の監督はジョン・キムラ・パーカーである。

## 過去の優勝者
- 2012 Pavel Kolesnikov
- 2015 Luca Buratto
- 2018 Nicholas Namoradze
- 2022 Ilia Ovcharenko